# Grebush
Grebush (* in Dortmund; bürgerlich Christian Grebe) ist ein deutscher Sänger und Musikproduzent aus Dortmund.

## Leben und Karriere
Grebush macht seit 2003 deutsche Rhythm and Blues und Popmusik. Zusammen mit Künstlern wie DLG veröffentlichte er über die Plattform German-Inc seine ersten Songs. Grebush produziert außerdem Hip-Hop & Trap Produktionen für diverse Künstler.

## Diskografie

### Alben
- 2012: Passion (Album)

### EPs
- 2020: Drama Dior (EP mit DLG)

### Singles
- 2018: Heute Egal
- 2019: Anders (mit DLG)
- 2020: Würdest du (mit DLG)
- 2020: Kickdown (mit DLG)
- 2020: Fassade (mit SlySer & DLG)
- 2020: Bleib (mit OhOllieDidIt)
- 2021: Wie Du (mit DLG)
- 2021: Broken Hearted Boys Club (mit DLG & ATM.DOM)
- 2021: Boys Don't Cry (mit DLG & ATM.DOM)
- 2021: Burning Butterflies (mit DLG & ATM.DOM)
- 2021: Lost in Space (mit DLG & ATM.DOM)
- 2021: Last Christmas (mit DLG)
- 2021: Schlechte Tage (Als Produzent)
- 2022: First Love
- 2022: Wenn du gehst (mit DLG)
- 2022: Wegen Dir
- 2022: Nicht mehr bei mir (mit CedMusic & Zate)
- 2022: Nach all den Jahren (mit SlySer)
- 2022: Lichtblick (mit SlySer)
- 2023: Millionen (mit DLG & CedMusic)